# Comedores de homens de Tsavo
Os comedores de homens de Tsavo eram um par de leões leste-africanos comedores de humanos na região próxima ao rio Tsavo, no oeste do Quênia, em dezembro de 1898. Os animais foram responsáveis por incontáveis mortes de trabalhadores que estavam construindo uma importante ferrovia na área. O caso chamou a atenção devido a brutalidade dos ataques e por causa do comportamento monstruoso incomum dos animais, que matavam inúmeras pessoas mas nem sempre com o objetivo de comê-las.
Ao longo dos anos, o incidente foi ganhando fama, sendo assunto de livros e documentários. Vários filmes também usaram a temática do caso, incluindo The Ghost and the Darkness (de 1996), premiado com o Oscar, baseado no livro The Man-eaters of Tsavo, escrito pelo coronel John Patterson, que foi o homem que matou estes leões.
Várias explicações foram dadas para justificar o comportamento anormal dos animais. Uma das teorias era que as presas naturais dos leões na região foram mortas em massa devido a uma epidemia de peste bovina, o que forçou os predadores a buscar presas alternativas. Outros pesquisadores dizem que os animais já estavam acostumados ao gosto da carne humana devido aos vários corpos que os mercadores de escravos deixavam na estradas que cortavam a região de Zanzibar.  Estudos recentes também apontam que os animais tinham problemas nos seus dentes, o que tornava caçar suas presas naturais mais difícil. Também acredita-se que a carne humana poderia ser um complemento à dieta dos animais e como os trabalhadores eram presas fáceis, eles acabaram se tornando o alvo principal dos leões.

## História
No final do século XIX, os britânicos começaram a construção de uma ferrovia que passaria por Uganda e faria a conexão entre o porto de Kilindini, em Mombaça, na costa do Quênia, até o Oceano Índico. Em março de 1898, os britânicos iniciaram as obras sobre o rio Tsavo, na região oeste do Quênia, próxima à fronteira com a Tanzânia. O projeto era comandado pelo tenente-coronel John Henry Patterson. Durante os nove meses iniciais da construção, dois leões machos sem juba (algo natural aos leões de Tsavo), começaram a espreitar o acampamento e atacavam esporadicamente as pessoas, arrastando os trabalhadores, na maioria indianos (levados pelos ingleses para acelerar as construções), de suas tendas, à noite, e os devorando na relva. Os trabalhadores tentavam espantar os leões e começaram a fazer fogueiras perto dos acampamentos e levantavam cercas vivas compostas por ramos da árvore de acacia drepanolobium para tentar se proteger, mas sem nenhum sucesso; os leões habilmente pulavam as cercas ou passavam por baixo delas. Após vários ataques, os trabalhadores começaram a abandonar seus postos e fugir de Tsavo às centenas, pausando as obras de uma das pontes. O coronel Patterson começou a colocar armadilhas e tentou emboscar os leões à noite, ficando de tocaia numa árvore, sempre no último lugar onde os incidentes aconteciam. Segundo Patterson e também relatos de trabalhadores, os animais mostravam uma inteligência anormal e quase nunca atacavam o mesmo lugar duas vezes e sempre conseguiam fugir dos ardis dos caçadores.
Após várias tentativas malsucedidas ao longo de diversas semanas, Patterson finalmente matou o primeiro leão, a 9 de dezembro de 1898. Vinte dias mais tarde, o segundo leão também foi morto. O primeiro leão media 2,95 m do nariz à ponta da cauda. Foram necessários oito homens para carregar a carcaça do animal de volta para o acampamento. Patterson afirmou que atingiu o leão com um disparo do seu rifle de alta potência, ferindo-o na perna, mas ele conseguiu fugir. À noite, o predador voltou e começou a caçar Patterson. Ao perceber isso, o coronel conseguiu acertar o animal novamente e o feriu com um tiro que atingiu seu peito. O corpo da besta foi encontrado no dia seguinte.
O segundo leão teria sido abatido com nove tiros. Cinco foram do mesmo rifle, três de um segundo e um do terceiro. O primeiro disparo foi feito por Patterson, em seu ponto de tocaia, próximo a algumas carcaças de bodes deixadas para trás pelo predador. Onze dias mais tarde, dois disparos atingiram o leão, que na ocasião estava perseguindo Patterson. No dia seguinte, o coronel Patterson reencontrou o leão e o atingiu várias vezes com outro rifle, incluindo dois projéteis que acertaram o peito do animal, e outro na cabeça, matando-o. Patterson afirmou que o leão desfaleceu enquanto ainda tentava escalar a árvore onde ele estava de tocaia.
Com os animais mortos, as equipes de construção voltaram e terminaram a ponte para os britânicos em fevereiro de 1899. O total de pessoas mortas pelos leões não é sabido ao certo. O coronel Patterson fez várias estimativas, com os números chegando a até 135 vítimas.
A pele dos animais, que pertenciam a Patterson, foram vendidas para o Museu Field de História Natural de Chicago em 1924 por US$ 5.000 dólares. As peles chegaram em Chicago em condições bem ruins. Os corpos dos leões foram reconstruídos e suas peles empalhadas e atualmente estão em exibição no museu, junto com os crânios dos animais.

## Pesquisas modernas

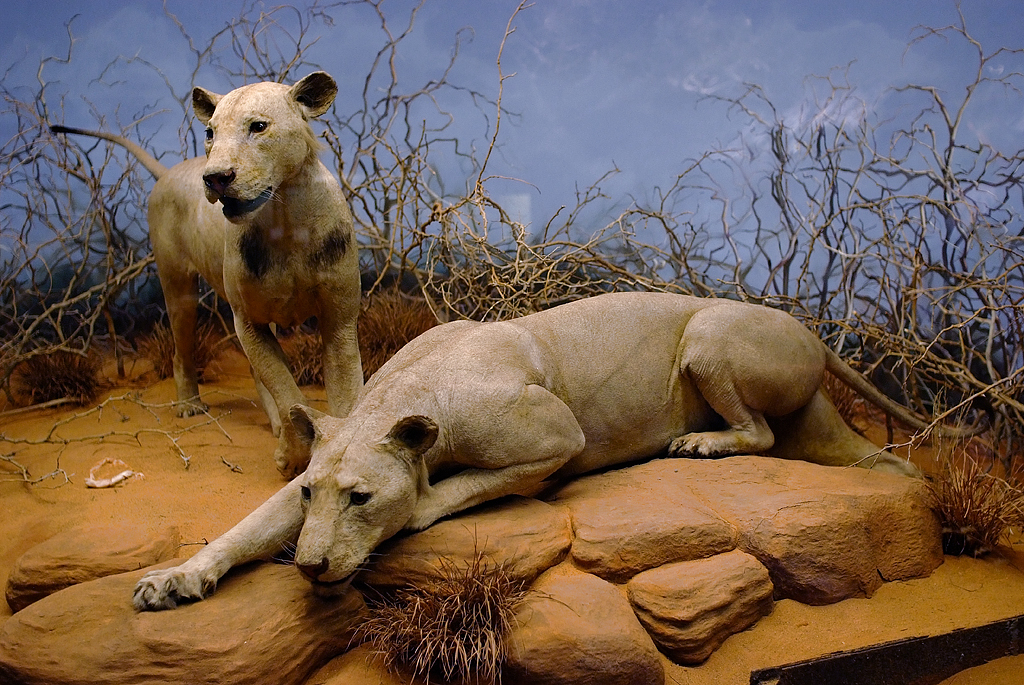
Os corpos empalhados dos leões comedores de homens de Tsavo no Museu de História Natural de Chicago, nos Estados Unidos.

Um estudo de 2001 feito por Tom Patrick Gnoske e Julian Kerbis Peterhans contestou a versão do Coronel Patterson de que mais de 100 pessoas foram mortas pelos leões comedores de humanos e estabeleceram que na verdade o número real de vítimas giraria em torno de 28 a 31 pessoas.
No Museu de Chicago, os dois leões são conhecidos como exemplar FMNH 23970, que é o animal agachado (morto em 9 de dezembro de 1898), e exemplar FMNH 23969, que está "de pé" (morto em 29 de dezembro de 1898). Estudos recentes foram feitos sobre análises de assinatura isotópica de Δ13C e Nitrogênio-15 do colágeno dos ossos e da queratina dos pelos e foram publicadas na Proceedings of the National Academy of Sciences USA. Analisando as amostras, as necessidades energéticas de um leão e sua eficiência de assimilação, pesquisadores compararam seus resultados com outros leões normais selvagens de Tsavo e esqueletos do povo Taita do começo do século XX. Esta análise estimou que FMNH 23969 comeu o equivalente a 10,5 humanos enquanto FMNH 23970 comeu o equivalente a 24,2 humanos.
Esse estudo moderno então coloca o número de vítimas em 35 e confirma análises anteriores feitas oito anos antes por Peterhans e Gnoske, que estimaram o total de vítimas entre 28 e 31 pessoas. O estudo, contudo, não diferencia pedaços de humanos de um corpo inteiro, já que ao perceberem que estavam sob ataques, o reboliço causado pelos trabalhadores acabava espantando os animais, fazendo com que os leões quase nunca terminassem suas refeições inteiramente. Muitos trabalhadores também sumiam por causas desconhecidas, morriam em acidentes ou simplesmente fugiam com medo dos animais. Muitos afirmam que às vezes os leões também matavam sem interesse em se alimentar, mas isso é questionável. O Coronel Patterson e outros pesquisadores contemporâneos são acusados de exagerar suas alegações, puxando para cima o número de vítimas.